# Amaxia klagesi
Amaxia klagesi är en fjärilsart som beskrevs av Rothschild 1909. Amaxia klagesi ingår i släktet Amaxia och familjen björnspinnare. Inga underarter finns listade i Catalogue of Life.